# Marco Davanzo
Marco Tiziano Davanzo (Ampezzo, 25 luglio 1872 – Ampezzo, 2 luglio 1955) è stato un pittore italiano.
È un'esponente della pittura paesaggistica ed è noto per i suoi paesaggi luminosi raffiguranti le Alpi Carniche.

## Biografia
Davanzo nacque ad Ampezzo il 25 luglio 1872, da una ricca famiglia di commercianti. Era figlio di Giuseppe ed Elisabetta Termine ed era il sesto di dieci fratelli.
Già da giovane mostrò talento per la pittura e fu notato da Camillo Boito, noto architetto e critico d'arte. Boito convinse la famiglia a mandarlo all'Accademia di Belle Arti di Venezia, dove studiò con Ettore Tito e Antonio Dal Zotto.
Terminato il servizio militare a Roma nel 1898, e terminate le lezioni alla Scuola libera del nudo presso l’Accademia nazionale di San Luca, Davanzo espose le sue opere alla nazionale di Torino. A Torino ebbe grande successo.

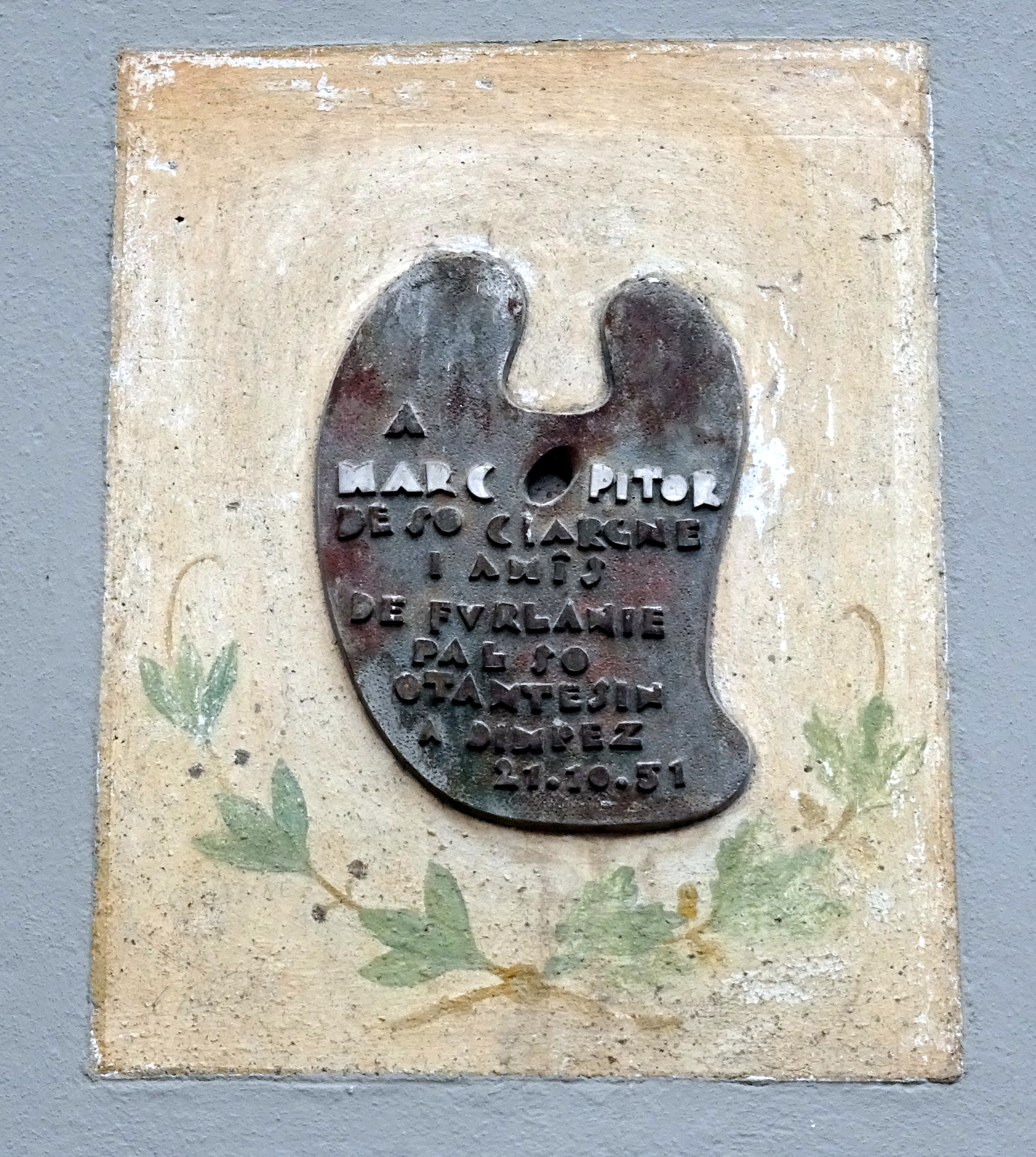
Tavolozza sulla facciata della casa del pittore Marco Davanzo, regalo dei suoi amici

Il successo a Torino lo fece conoscere in tutta Europa, tanto che fu successivamente invitato a esporre a Londra (1903), alla Biennale di Venezia (1903), al Salon d'Automne di Parigi (1904) e all'Esposizione Internazionale di Monaco (1912).
Dopo la battaglia di Caporetto, lui e la sua famiglia dovettero fuggire dalla sua città natale, trovando rifugio nelle Marche. Tra le due guerre mondiali Davanzo sviluppò uno stile più sciolto, cromaticamente più brillante.
Nel 1935 Davanzo fu invitato nuovamente alla Biennale di Venezia. nel 1935. Dopo l'espozione alla Biennale si ritirò definitivamente ad Ampezzo. Nel corso degli anni intrattenne discussioni e collaborò con i suoi vecchi insegnanti e con gli amici pittori come Pietro Fragiacomo e Italico Brass.
Continuò a dipingere fino alla sua morte, avvenuta ad Ampezzo il 2 luglio 1955.

## Stile ed opere
Davanzo era un pittore realista. Caratteristici del suo lavoro sono le atmosfere cristalline, il verismo nel rappresentare il mondo agrario e montano della carnia, ed una sintesi rifrattiva tra luce e colore. Nei suoi ritratti, Davanzo cercava di fondere resa plastica, tratti pittorici e esame psicologico del soggetto.
Inoltre I suoi dipinti testimoniano il legame profondo che legava l'artista alla sua terra, la Carnia. Soggetti prediletti e rappresentativi di Davanzo sono i paesaggi colti nelle diverse stagioni e nelle ore del giorno, le atmosfere cristalline di alta montagna.

## Pinacoteca Davanzo
La pinacoteca Davanzo raccoglie tutte le opere realizzate dal pittore, dalla giovinezza fino alle ultime opere. Inaugurata nel 2001, si trova nel centro storico di Ampezzo e conserva centinaia di studi preparatori, dipinti e bozzetti.